# Болкуновы
Болкуновы — русский дворянский род.
Точное происхождение этого рода неизвестно. Известно только из Боярской книги и Жилецкого списка, что Матвей и Иван Болкунов в 1692 году записаны были в московских дворянах и стольниках.

## Описание герба
В голубой вершине щита изображён золотой крест и по сторонам две серебряные подковы. В нижней пространной части горизонтально одна над другою означены три серебряные городовые стены и на них старинная пика, острием обращённая вверх.
Щит увенчан дворянскими шлемом и короною со страусовыми перьями. Намёт на щите голубой, подложенный золотом. Герб рода Болкуновых внесён в Часть 9 Общего гербовника дворянских родов Российской империи, стр. 118.